# Dentine
La dentine, appelée aussi ivoire pour les animaux, est la substance majoritaire constituant la dent et plus généralement l'organe dentaire. Chez l'être humain, le terme « dentine » est le seul terme employé en odonto-stomatologie ; le terme « ivoire » s'applique exclusivement aux animaux, par exemple pour les défenses de l'éléphant ou du morse.
La dentine est composée en masse à 45 % d’hydroxyapatite, à 30 % de matières organiques et à 25 % d’eau.
Elle est recouverte par de l’émail dentaire au niveau de la couronne dentaire et par du cément au niveau de la racine dentaire.
La dentine est avascularisée mais elle est creusée de nombreux canalicules dentinaires (ou tubuli) parallèles qui contiennent les nerfs venant du desmodonte depuis l’apex radiculaire jusqu’à la chambre pulpaire coronaire, et les prolongements odontoblastiques.

## La phase minérale
La phase minérale de la dentine est composée essentiellement de cristaux d'hydroxyapatite (phosphates de calcium) et des ions de carbonates, sulfates, fluor, chlore, sodium et autres.

## La matrice organique
Le collagène de type I représente 85 % de la matrice organique dentinaire. D'autres collagènes, type V et type III sont présents ainsi que des protéines non-collagèniques, des phosphoprotéines et des protéoglycanes. On trouve également des facteurs de croissance, protéines sériques et des lipides. La dentine exprime des protéines classiquement présentes dans l'os, ostéocalcine, ostéonectine, ostéopontine… et la protéine de l'émail, l'amélogénine de faible poids moléculaire.

## Propriétés physiques
La dentine est de couleur jaunâtre et translucide. Elle est relativement dense et élastique mais moins que l'émail. Cette élasticité est due à la matrice organique en quantité plus importante que dans l'émail et à l'organisation des fibres de collagène.[Passage contradictoire (La matrice organique ne rend-elle pas justement la dentine plus élastique que l'émail ?)]
La dentine est moins minéralisée que l'émail, mais plus que le cément et l'os. Radiographiquement elle est moins opaque que l'émail.

## Structure histologique
La couche superficielle externe, le manteau dentine, est atubulaire, elle couvre une couche épaisse de dentine tubulaire, dentine circumpulpaire. Cette dernière est constituée de trois éléments : les tubules dentinaires, la dentine péritubulaire et la dentine intertubulaire.
Chronologiquement, la dentine primaire est formée au cours du développement dentaire jusqu'à la formation de l'apex, et la dentine secondaire est élaborée après la formation de l'apex et tout au long de la vie. Une dentine tertiaire, cicatricielle peut être formée à la suite d'une agression pathologique comme la carie ou thérapeutique comme le fraisage intempestif. Voir aussi la dentine réactionnelle et la dentine réparatrice (pulpe dentaire).